# Stanleya elata
Stanleya elata är en korsblommig växtart som beskrevs av Marcus Eugene Jones. Stanleya elata ingår i släktet Stanleya och familjen korsblommiga växter. Inga underarter finns listade i Catalogue of Life.